# راشد حسين
راشد حسين (1936 - 1977) شاعر وخطيب وصحفي فلسطيني ومترجم من العبرية إلى العربية. ولد في قرية مصمص شمال فلسطين، وتوفي إثر حريق في شقته في مدينة نيويورك. نشر مجموعته الأولى عام 1957. أطلق عليه الشاعر الفلسطيني محمود درويش لقب «النجم» الذي كتب عن «أشياء بشرية» كالخبز والجوع والغضب.

## حياته
ولد حسين لعائلة مسلمة من الفلاحين في مصمص عام 1936، أثناء الانتداب البريطاني في فلسطين. التحق بمدرسة ابتدائية في أم الفحم، وهي بلدة قريبة من قريته. تلقى تعليمه في مدينة الناصرة وتخرج من مدرسة الناصرة الثانوية. وصف حسين نفسه بأنه «مسلم متراخي»، كتب مرة في عام 1961: «أنا لا أصلي ولا أذهب إلى المسجد وأنا أعلم أنني بهذا أعصي إرادة الله... الآلاف من الناس مثلي يتراخون في تنفيذ الوصايا الإلهية. لكن هؤلاء الآلاف العصاة لم يسكتوا عما سكت عليه قضاتنا الأتقياء الذين يصلون ويصومون».
في عام 1955 عمل مدرسًا في الناصرة، وهي المهنة التي وصفها الناقد الإسرائيلي إميل مارمورشتاين بالـ«عاصفة». قام راشد بتعليم فقراء الريف في غرف مدرسية متداعية تفتقر إلى الكتب المدرسية الكافية. خلال مسيرته التدريسية، كان لديه صراعات مستمرة مع المشرفين الصهاينة على التعليم العربي في إسرائيل ومع القسم العربي في نقابة المعلمين الوطنية.

### المسيرة الأدبية
في عام 1952، بدأ حسين في كتابة الشعر. بعد ذلك بعامين نشر مجموعته الشعرية الأولى. في عام 1957 نشر في الناصرة مجلدا صغيرا اسمه مع الفجر. وفي مدة وجيزة أصبح شاعر الساحة الفلسطينية الأول في الداخل الفلسطيني. في عام 1958، أصبح المحرر الأدبي لصحيفة الفجر، وهي صحيفة شهرية تصدر باللغة العربية تابعة لاتحاد عمال هستدروت، وكذلك لصحيفة المصور الأسبوعية. في ذلك الوقت، وصف الناقد اليهودي العراقي إلياهو خزوم حسين بأنه "أكثر شاعر عربي واعد في إسرائيل"، و"الوحيد المهتم بدراسة اللغة العبرية" وقال أنه قد فاجأ جمهور الكتاب اليهود والعرب بـ "تلاوته قصيدته الأولى" التي كتبها بالعبرية. في تلك السنة، نشر مجلدا آخر بالعربية أسماه صواريخ.
بحلول عام 1959، كان قد ترجم العديد من القصائد العربية إلى العبرية والعكس، كما ترجم أعمال الشاعر الألماني بيرتولت بريخت والشاعر التركي ناظم حكمت والزعيم الكونغولي باتريس لومومبا وأحد الشعراء الفرس إلى العربية. كان حسين أيضًا عضوًا في الحزب السياسي الإسرائيلي اليساري «مابام»، وكان محررًا لأسبوعيته «المرصاد». في ربيع عام 1961، أصبحت المرصاد تصدر يوميا، ولكن بعد فترة وجيزة من انتخابات الكنيست في أغسطس 1961، عادت إلى الصدور أسبوعيا كما كانت في السابق. تم إيقاف عمل كل من الفجر والمصور بسبب نقص الأموال في عام 1962، ولكن عادت الأولى للتداول مرة أخرى في عام 1964. في ذلك الوقت، بدأ حسين في ترجمة الأعمال العبرية للشاعر الإسرائيلي حاييم نحمان بياليك إلى العربية.
تعاون حسين مع الشاعر اليهودي ناثان زاك كمحرر مشارك ومترجم لـ النخيل والتمر، وهي مختارات من الأغاني الشعبية العربية. في مقدمة النخيل والتمر، التي نُشرت بعد حرب عام 1967 بفترة وجيزة، لاحظا الفرق بين الحنين إلى الماضي «أيام الليبرالية والتعاطف» وبين «أيام الكراهية والعنف» الحالية. علاوة على ذلك، أعربا عن أملهما في أن تعزز المختارات «الحوار بين المجتمعات وتقدير أدب كل ثقافة».

### النشاط السياسي
كتب حسين أن الإذلال والتمييز والتعرض للقرارات التعسفية هي الأمور التي لخصت أوضاع العرب على يد إسرائيل، وكثيراً ما انتقد ديفيد بن غوريون، ومختلف الحكومات الإسرائيلية، وذوي المراتب العليا في البيروقراطية وبعض العرب الذين اعتبرهم متعاونين مع السلطات الإسرائيلية. في الوقت نفسه، وجه نداءات إلى «المواطنين اليهود»، لا سيما أولئك الذين ينتمون إلى أحزاب العمال للالتزام بالمبادئ العالمية لحركاتهم التقدمية ومحاربة عدم المساواة التي يتعرض لها العرب في إسرائيل.
في حين أن الكثير من كتابات حسين كانت تتفق مع أيديولوجية مابام وبرنامجه، إلا أنه اختلف بشكل كبير مع الحزب من خلال دعمه العلني لرئيس مصر القومي العربي، جمال عبد الناصر. واتهم إذاعة صوت إسرائيل الناطقة بالعربية بالانحياز الشديد ضد عبد الناصر، بينما كانت إيجابية تجاه خصوم ناصر العرب، بمن فيهم عبد الكريم قاسم من العراق والحبيب بورقيبة من تونس والعائلة المالكة السعودية. وأكد أنه في حين أن كل هؤلاء عارضوا الصهيونية، فإن عبد الناصر وحده هو الذي طور بلاده باستمرار، وحارب الإمبريالية وخطى خطوات نحو الوحدة العربية. والجدير بالذكر أن مابام بصفته حزبا صهيونيا، قد عارض جميع الشخصيات العربية المذكورة أعلاه. في انتخابات الكنيست عام 1959، كان الصراع بين عبد الناصر وقاسم قضية رئيسية تشغل بال المجتمع العربي في إسرائيل، مما أدى إلى الانقسام بين مؤيدي عبد الناصر القوميين العرب والمتعاطفين مع قاسم من الشيوعيين. وكانت مقالات حسين في الفجر وقتها تدين سياسات قاسم وتثني على ناصر لدرجة أن إحدى مقالاته ظهرت في الأسبوعية المصرية آخر ساعة. ودخل حسين في سجال مع بعض معاصريه (أمثال محمود درويش) بسبب الخلاف مع الحزب الشيوعي الإسرائيلي حول المسألة القومية.
شجب حسين الروح المعنوية السلبية لأولئك في جيله الذين سعوا ببساطة لكسب العيش بدلاً من النضال من أجل حقوقهم. ومع ذلك، لم يوجه اللوم على هذا الاستسلام واللامبالاة فقط للشباب العربي أنفسهم، ولكن على البيئة التي نشأوا فيها، حيث عاش الكثير منهم الحرب العربية الإسرائيلية عام 1948 والنكبة وطرد عشرات الآلاف من بيوتهم. وبحسب حسين، ردت الدول العربية المجاورة على النكبة الفلسطينية باستبدال قيادتها القديمة. ومع ذلك، ففي حالة الفلسطينيين الذين ظلوا مقيمين في إسرائيل، «تمت استعادة القيادة القديمة للسيطرة على المجتمع العربي نيابة عن الدولة».
شارك في تأسيس «حركة الأرض»، وفي عام 1962، طُرد حسين من مابام، ورُفض طلبه ليصبح مدرسًا مرة أخرى. في عام 1965، انتقل حسين إلى باريس، وبعد ذلك بعامين، أصبح عضوًا في منظمة التحرير الفلسطينية (PLO)، وعمل في مكتبها بمدينة نيويورك، حيث عمل مترجمًا عبريًا-عربيًا. انتقل إلى دمشق بعد أربع سنوات. في عام 1973، عمل مذيعًا في برنامج اللغة العبرية التابع لخدمة الإذاعة السورية. في أواخر السبعينيات، عاد إلى نيويورك ليعمل كمراسل لمنظمة التحرير الفلسطينية لدى الأمم المتحدة. أبرز نشاطاته الإعلامية كانت في الأوساط الجامعية الأمريكية، حيث شارك في كثير من الندوات والسجالات حول القضية الفلسطينية. وكان هذا كما يبدو هو أخطر نشاطاته في نظر السلطة حينما سحبت منه الجنسية الإسرائيلية منع من زيارة أهله. وشارك حسين في تأسيس مؤسسة الدراسات الفلسطينية.
منح اسمه وسام القدس للثقافة والفنون والآداب في عام 1990.

## الوفاة
في 2 فبراير 1977، توفي حسين اختنافا في حريق في شقته في نيويورك. في 8 فبراير، دُفن في قريته مصمص، وصار قبره منذ ذلك الحين رمزًا قوميًا فلسطينيًا. يزعم البعض إنه قتل واغتيل وأن حريق شقته متعمد.

نُشرت العديد من أعمال الحسين في مجلد حرره كمال بلاطة بعنوان «عالم راشد حسين: شاعر فلسطيني في المنفى» (ديترويت، 1979). صدر في شفا عمرو عام 1980 مجلد تذكاري لأشعار حسين وأعمال أدبية أخرى، منها «قصائد فلسطينية» سنة 1982. في قصيدة له عام 1986، أحيا محمود درويش، الذي كان قد قابل حسين في القاهرة، ذكرى وفاته كخسارة مفاجئة لشخصية كاريزمية كان بإمكانها أن تنشط الشعب الفلسطيني، وكتب:
‘’في الشارع الخامس حياني
بكى، مالَ على السور الزجاجيّ
ولا صفصافَ في نيويورك،
أبكاني
أعاد الماء للنهر
شربنا قهوة ثم افترقنا في الثواني
منذ عشرين سنة وأنا اعرفه في الأربعين
وطولا كنشيد ساحلي وحزين
كان يرمي شعره في مطعم خريستو
وعكا كلها تصحو من النوم وتمشي في المياه

ولأمي أن تقول الآن آه.’’ - محمود درويش، في الشارع الخامس حياني (1986)
في عام 2006، وضعت الفنانة الفلسطينية ريم كيلاني إحدى قصائد رشيد في أغنيتها «الحنين». ونشرت الأغنية في ألبومها «Sprinting Gazelle - أغاني فلسطينية من الوطن الأم والشتات». وفقًا لكيلاني، يُترجم عنوان قصيدة حسين حرفيًا إلى «أفكار وأصداء»، لكنها «اختارت العنوان الإنجليزي ليعكس حنينها الشخصي، وربما اشتياق حسين، إلى التحرر من إحساسه الشخصي والجماعي بالحصار.»

## الشعر والتأثيرات
تأثر شعر حسين بالشاعر العربي الذي عاش في القرن الحادي عشر أبو العلاء المعري والشاعر اللبناني الأمريكي إيليا أبو ماضي الذي عاش في أوائل القرن العشرين. كتب مارمورشتاين:
من الواضح أن اختيار هاتين الشخصيتين له علاقة بتجربة المسلمين الفلسطينيين الذين وجدوا أنفسهم تحولوا من الأغلبية إلى الأقلية. لأن شكوك وتشاؤم أبو العلاء المعري تعكس عصر الانحلال الاجتماعي والفوضى السياسية في الإسلام، بينما إيليا أبو ماضي الذي هاجر في عام 1911 إلى الولايات المتحدة، يمثل قدرة الأدب العربي على البقاء وأن تثريه بيئة غير عربية.
كانت أعماله الأولى ذات خصائص عربية كلاسيكية صارمة، لكن تدريجيًا امتلك حسين مزيدًا من الحرية في استخدامه للأوزان الكلاسيكية وأصبح شعره أكثر هزلية. استخدم حسين في نثره روح الكوميديا السوداء التقليدية لليهود الألمان والعرب السوريين في العهد العثماني كمقدمة لوصفه الخطابي لمعاناة العرب في إسرائيل.

## أعماله الشعرية
- مع الفجر (مطبعة الحكيم، الناصرة، 1957م).[30]
- صواريخ (مطبعة الحكيم، الناصرة، 1958م).[31]
- أنا الأرض، لا تحرميني المطر (منشورات فلسطين الثورة بيروت، 1976) مع مقدمة للشاعر الفلسطيني عزالدين المناصرة.[32]
- كتاب الشعر الثاني: يضم المجموعتين الأولى والثانية؛ لجنة إحياء تراث راشد حسين (دار القبس العربية، عكا، 1978).[33]
- قصائد فلسطينية (لجنة إحياء تراث راشد حسين، القاهرة، 1980م).[34]
- ديوان راشد حسين، الأعمال الشعرية الكاملة (بيروت).[35]
- كلام موزون، الناصرة.[36]

### أعماله في الفن
- قصيدة «ضد»، غناها جورج قرمز.
- قصيدة «الغائب» غنتها ريم بنا.

### ترجمات
- حاييم ناحمان بياليك: نخبة من شعره ونثره- ترجمة عن العبرية (دار دفير للنشر، تل أبيب، 1966).
- النخيل والتمر؛ مجموعة من الأغاني الشعبية العربية، ترجمها بالتعاون مع شاعر يهودي من العربية إلى العبرية.
- العرب في إسرائيل: تأليف صبري جريس / جزءان، ترجمة الشاعر من العبرية إلى العربية (مركز الأبحاث، بيروت 1967).[37]

## كتب عنه
- شعرية اللغة عند شاعر المنافي: دراسة أسلوبية في شعر راشد حسين، صلاح محاجنة، مجمع القاسمي للغة العربية وآدابها - أكاديمية القاسمي.[38]
- حسين، حسني محمود. راشد حسين: الشاعر من الرومانسية إلى الواقعية، الوكالة العربية للتوزيع والنشر، 1980.[39]
- قراءة في أشعار راشد حسين: دراسة تحليلية / علي فرج أبو الحسن، بيت لحم: مركز بديل- المركز الفلسطيني لمصادر حقوق المواطنة واللاجئين، 2000.[40]
- الظاهرة الإبداعية في شعر راشد حسين / جمال سلسع. الطيبة: مركز إحياء التراث العربي.[41]
- راشد حسين: حياة وموت مناضل! / جمع وتأليف إبراهيم غنايم.[42]
- راشد حسين: الشاعر المتودد بقصيدة (١٩٣٦-١٩٧٧) / محمد علي طه، المركز الفلسطيني للبحوث والدراسات الاستراتيجية، رام الله.[43]